# Erica trichadenia
Erica trichadenia är en ljungväxtart som beskrevs av Harry Bolus. Erica trichadenia ingår i släktet klockljungssläktet, och familjen ljungväxter. Inga underarter finns listade i Catalogue of Life.